# Alex Dupre
Alex Dupre (née Alice Whitehead) est un personnage fictif de la série américaine Les Frères Scott. Elle est interprétée par Jana Kramer.

## Histoire du personnage
Alice Whitehead est née en 1990 à Hollywood en Californie.
On ne sait pas grand-chose sur le passé d'Alice Whitehead, si ce n'est qu'elle a une sœur appelée Melle Whitehead qui avait des problèmes, tout comme Brooke, à tomber enceinte. Alex a même déclarée que sa sœur était beaucoup plus âgée que Brooke (saison 7 épisode 11).

## Saison 7
Alex va être la nouvelle égérie de Clothes Over Bro's dès le début de la saison où elle se fait engager par Brooke Davis. C'est Millicent qui doit aller la chercher et au début, elle la trouve gentille mais une fois sortie des caméras, Alex devient lunatique. Elle la ramènera au magasin et après de mûres réflexions, elle se fera engager par Brooke.
Par la suite, elle rencontrera Julian Baker avec qui elle commencera à écrire son scénario et vu que Julian est producteur, il l'aidera et ils travailleront ensemble pour en faire un film. Mais Alex tombera amoureuse de lui, ce qui causera de nombreux problèmes entre Brooke et Julian.
Après, se rendant compte que Julian ne l'aimera jamais et poussée par Millicent devenue droguée, elle tentera de se suicider mais sera sauvée par Julian. À l'hôpital, il lui apprendra qu'en fait, le film a été financé par lui et son père et que le tournage va commencer. 
Un peu plus tard, quand le film est terminé, ils attendent et le film est finalement présenté dans un festival en Utah.
Tout le monde s'y rend alors et le film est un succès. De retour à Tree Hill, elle embrasse Chase Adams et ils décident de sortir ensemble !

## Saison 8
Alex et Chase poursuivent leur relation cependant le retour de Mia n'est pas le bienvenu. En effet cette dernière décide de reconquérir Chase, c'est donc une guerre entre les deux jeunes femmes qui débute. Parallèlement Alex fait des enregistrements au studio de Red Bedroom Records, ce qui ne plait pas du tout à Mia qui a commencé sa carrière sous la direction de Haley. Les deux jeunes femmes vont finir par se réconcilier, et Mia admettra plus tard qu'Alex chante bien et qu'elle mérite sa place au label. Mia décide de repartir en tournée laissant Chase et Alex seuls. Ils seront en couple officiellement et Alex attendra pendant quelques mois le retour de son petit ami de l'armée. Une fois rentré, Alex et Chase se mettent ensemble.

## Saison 9
Alex, toujours avec Chase, se laisse tenter par Chris Keller et décide de partir en tournée. Chase est bouleversé par ce départ. Elle quitte Tree Hill et part en tournée. On ne la voit plus dans la série à partir de l'épisode 03.

## Caractéristiques
Son vrai nom est en fait Alice Whitehead. Les deux seules personnes à le savoir, du moins à Tree Hill, sont l'acteur Josh Avery, son partenaire dans le film de Julian, "7 rêves avant mardi" et Chase, son petit ami lors de la saison 8 et 9.
Elle a une assez mauvaise réputation car le premier réalisateur du film de Julian dit pendant le tournage : « À quoi bon faire un film avec Alex Dupre, si l'on ne peut même pas coucher avec elle ? », ce à quoi Julian répond qu'elle est une excellente actrice, et ce à quoi le réalisateur lui répond : « Elle est surtout connu pour s'être couchée plus de fois que le soleil ! ».
Elle chante très bien et commencera même une carrière de chanteuse pour "Red Bedroom Records", le label d'Haley, qui deviendra sa nouvelle productrice. Elle sera donc le cinquième artiste du label, après Mia Catalano, Grubbs (l'ex-barman du Tric ), Erin Macree (une chanteuse découverte par Haley) et bien sûr, Haley elle-même, la plus célèbre des cinq.